# Sutor, ne ultra crepidam
Sutor, ne ultra crepidam (Обущарю, не по-високо от обувката) е латинска крилата фраза, използвана, за да се напомня недостигаща компетенция.
Тя е известна от анекдот, предаден от Плиний, в който се разказва как обущар (sutor) обърнал внимание на Апелес върху неправилност в изрисуван сандал (crepida, от гръцкото krepis); художникът направил корекция, но обущарят започнал да коментира и други детайли, при което Апелес го прекъснал с репликата „Обущарю, не по-високо от обувката“. Участниците са говорели на гръцки, но репликата е запазена от латинския автор.
В повечето езици са познати приблизителни еквиваленти, а след Ренесанса класическата фраза ги дублира и замества. Така на английски „A cobbler should stick to his last“ („Обущарят да си гледа калъпа“), на испански „Zapatero a tus zapatos“ („Обущарю, към обувките ти.“), на нидерландски „Schoenmaker, blijf bij je leest", на датски „Skomager, bliv ved din læst“, на немски „Schuster, bleib bei deinem Leisten“, на полски „Pilnuj, szewcze, kopyta“ (последните 4 израза са еквивалент на „обущарят да си гледа калъпа“) и на руски „Суди, дружок, не свыше сапога“ („Приятелю, не съди над ботуша си“), след поетичната преработка направена от Александър Пушкин.
В отворено писмо до Уилям Гифорд, редактор на „Куортърли Ривю“, Уилям Хазлит създава през 1819 г. неологизъм, пишейки: „Наричат Ви ултракрепидарен критик“. Думата е повторена 4 години по-късно – през 1823 г., в сатирата „Ултра-Крепидарий: сатира по Уилям Гифорд“ на приятеля на му Лий Хънт. Маниерът да се съди извън компетентността понякога бива наричан ултракрепидарианизъм.
Обвинението в некомпетентност, изразявано с повтарянето на сентенцията, може да бъде видяно политически като проява на консерватизъм и за това свидетелства един неин коментар, направен мимоходом от Карл Маркс: „Ne sutor ultra crepidam – това nec plus ultra на занаятчийска мъдрост е станало отявлена безмислица от момента, в който часовникарят Уат е изобретил парната машина, бръснарят Аркрайт – предачната машина и бижутерът Фултън – парахода.“